# فامیلی گای: به یک روستایی احمق احتیاج دارم و من با یکی‌شان ازدواج کرده‌ام
مرد خانواده: به یک روستایی احمق احتیاج دارم و من با یکی‌شان ازدواج کرده‌ام (به انگلیسی: Family Guy: It Takes a Village Idiot, and I Married One) یک کتاب طنز است توسط چری چوا و الکس بورستین در مورد سریال مرد خانواده نوشته شده‌است.